# Não Me Perturbe
Não Me Perturbe é um cadastro da Agência Nacional de Telecomunicações que bloqueia ligações de telemarketing de empresas cadastradas dos setores de telecomunicações e instituições financeiras.

## Histórico
O serviço foi estudado pela Agência Nacional de Telecomunicações (ANATEL) desde 2018, sendo disponibilizado em 16 de julho de 2019, com o site desenvolvido pela Conexis juntamente com a Associação Brasileira de Recursos em Telecomunicações (ABR Telecom). O site foi lançado junto com outras medidas, como a aceleração do Regulamento Geral de Direitos do Consumidor de Telecomunicações (RGC), o estudo para o bloqueio de chamadas realizadas por robôs e a criação de um código de conduta para o telemarketing. O bloqueio a instituições financeiras foi implementado em 2 de janeiro de 2020, em iniciativa da Secretaria Especial de Previdência e Trabalho (SEPTR), Instituto Nacional do Seguro Social (INSS) e Secretaria Nacional do Consumidor (SENACON) com a Federação Brasileira de Bancos (Febraban) e a Associação Brasileira de Bancos (ABBC).
Em março de 2023, foi lançado o aplicativo para Android e iOS.

## Funcionamento
O usuário pode bloquear ligações indesejadas de empresas cadastradas de serviços de telefonia fixa, telefonia móvel, banda larga e TV por assinatura e de telecomunicações e empréstimo consignado e cartão de crédito consignado das instituições financeiras através da Lista Nacional de Não Perturbe, disponível no site oficial ou aplicativo, que entra em funcionamento em até 30 dias. Caso uma das empresas cadastradas quebre o acordo, o usuário pode denunciá-la através de um formulário de contato, recebendo resposta até cinco dias úteis. O serviço é gratuito e customizável, sendo possível bloquear apenas as empresas indesejadas. Para realizar o bloqueio, é necessário fazer um cadastro utilizando nome, CPF e e-mail.
As empresas cadastradas são as seguintes:

### Telecomunicações
- Algar
- Claro
- Oi
- Sercomtel
- Sky
- Tim
- Vivo

### Instituições financeiras
- Agibank
- BMG
- BRB
- BV
- Banco Alfa
- Banco C6 Consignado
- Banco Master
- Banco do Brasil
- Bancoob
- Banpará
- Banrisul
- Bradesco
- Bradesco Financiamentos
- CCB Brasil
- CCB Brasil Financeira
- Caixa
- Cetelem
- Daycoval
- Digio
- Facta Financeira
- Financeira Alfa
- Inter
- Itaú Consignado
- Itaú-Unibanco
- Mercantil do Brasil
- Mercantil do Brasil Financeira
- PAN
- Paraná Banco
- Safra
- Santander / Olé
- Sicredi
- Zema Financeira

## Popularidade
Logo em seu lançamento, foram realizados 620 mil cadastros, chegando a quase 1,5 milhões em julho. Em 2022, foram 9,55 milhões de cadastros. Em 2023, houve um aumento de 8,8% dos cadastros, chegando a mais de 12 milhões.

## Alternativas e outras medidas
Existem alternativas, como o Não Me Ligue, do Programa de Proteção e Defesa do Consumidor de São Paulo (Procon-SP), que realizam bloqueios para outros serviços. O Ministério da Justiça possuia um canal de denúncia para telemarketing abusivo, o denuncia-telemarketing.mj.gov.br. Atualmente, o site está fora do ar.
Em 2020, a ANATEL afirmou que a iniciativa teve efeito, mas não atingiu plenamente seus objetivos. Além disso, houve incremento integral das ligações das empresas cadastradas no mesmo ano. A ANATEL abriu uma consulta pública até abril de 2021 com o objetivo de endurecer as regras, obrigando as empresas a usem a partir de junho de 2022 o prefixo 0303, que pode ser bloqueado pelos usuários. A partir de 3 de novembro, as empresas que realizam mais de 100 mil chamadas curtas, ou seja, com menos de 3 segundos de duração, em menos de 24 horas passaram a ser bloqueadas por 15 dias. Outras medidas foram a obrigatoriedade de um endereço para a identificação das chamadas e a publicação de uma lista com os maiores infratores. Em 1 de fevereiro de 2023, a ANATEL lançou o site Qual Empresa Me Ligou, capaz de identificar as empresas que realizam chamadas abusivas através do número de telefone. Desde 1 de julho de 2024, foi aumentada a definição das chamadas curtas para até seis segundos, com a obrigatoriedade das empresas envolvidas de divulgarem a razão social e o CNPJ, e as maiores operadoras de telemarketing também devem enviar relatórios mensais para ANATEL. Também foi anunciado a amplicação do 0303 para doações, cobranças e outras atividades.